# Charles Labor
Charles (François Auguste) Labor, né le 5 novembre 1813, à Béziers, et mort le 8 mars 1900, est un peintre français.

## Biographie
Charles Labor est né à Béziers d'un père négociant. Il s'est marié en 1847 à Cormatin (Saône-et-Loire) avec Marie Charlotte Serre, fille de François Serre notaire.
Charles Labor est un peintre paysagiste élève d'Auguste-Barthélemy Glaize. Il débute au Salon de 1839. Il a été président de la Société archéologique, scientifique et littéraire de Béziers. Il est devenu conservateur du musée des beaux-arts de Béziers en 1859, poste qu'il occupera jusqu'à sa mort survenue en 1900. Il peint de nombreux paysages de l'Hérault et du sud de la France.
Charles Labor est inhumé au Cimetière vieux de Béziers.

## Œuvres dans les collections publiques
- Angers, musée des beaux-arts : Vue de Béziers, dessin[5].
- Béziers, musée des beaux-arts :
  - Autoportrait, vers 1850, huile sur toile ;
  - La Place couverte à Béziers, 1871, huile sur toile ;
  - La Plaine de Tarassac sous la neige, huile sur toile ;
  - La Plaine du Rebaut au soleil couchant, 1882, huile sur toile ;
  - La Ville et Moulins de Béziers, le matin, 1889, huile sur toile ;
  - Le Parthénon, huile sur toile ;
  - Paysage orientaliste, huile sur toile ;
  - La Plage de Vendres et le temple de Vénus au Ier siècle de notre ère, huile sur toile.
- Cannes, musée de la Castre : Le Quai Saint-Pierre et le bâtiment de la douane.
- Narbonne, musée d'art et d'histoire :
  - La Route de Madrid, entre Somo-Sierra et Cabanillas. Effet de lune[6] ;
  - Les Cabanes de l'embouchure de l'Aude, huile sur toile[7].

## Galerie

Œuvres de Charles Labor conservées au musée des beaux-arts de Béziers
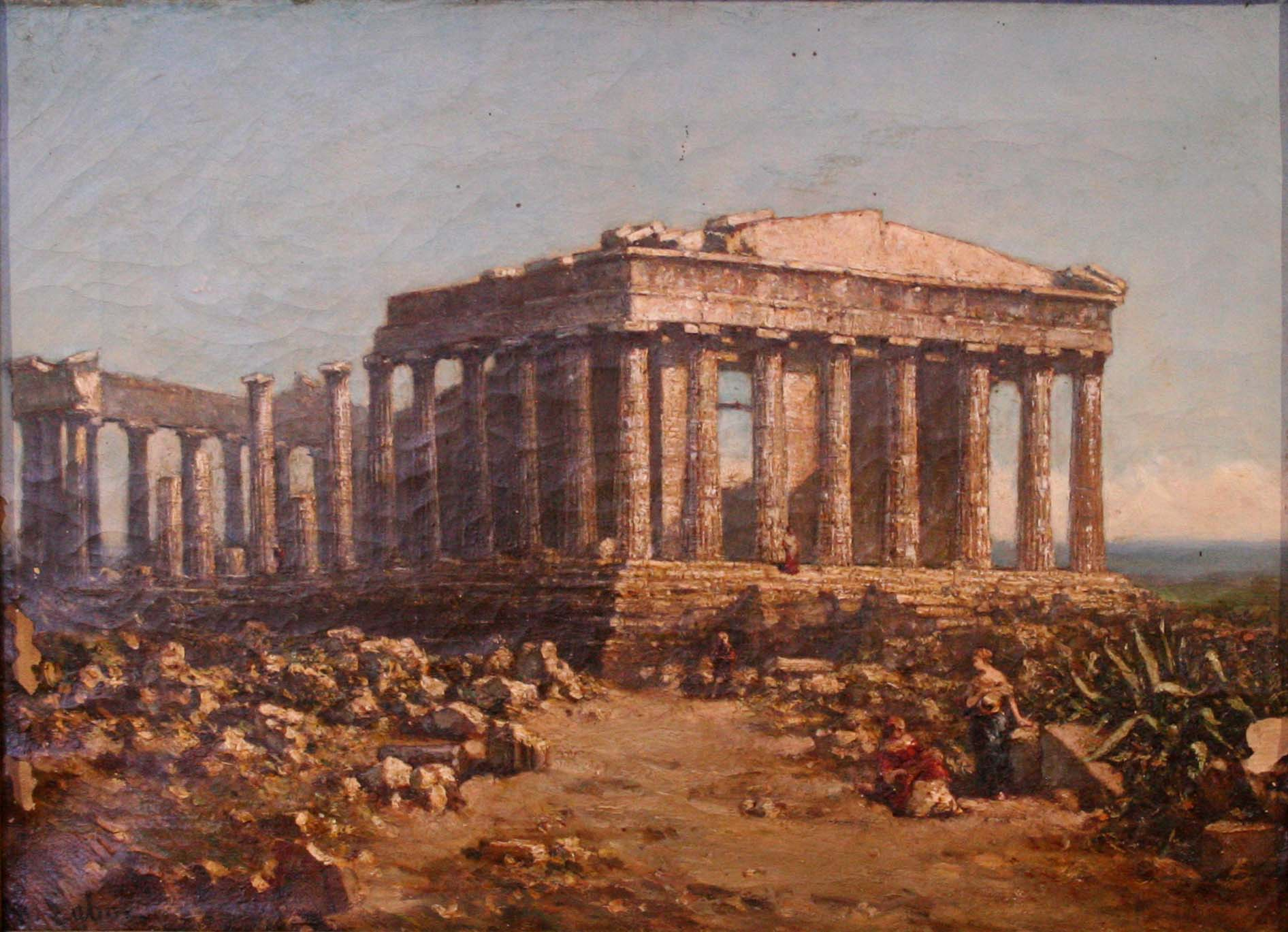
Le Parthénon.
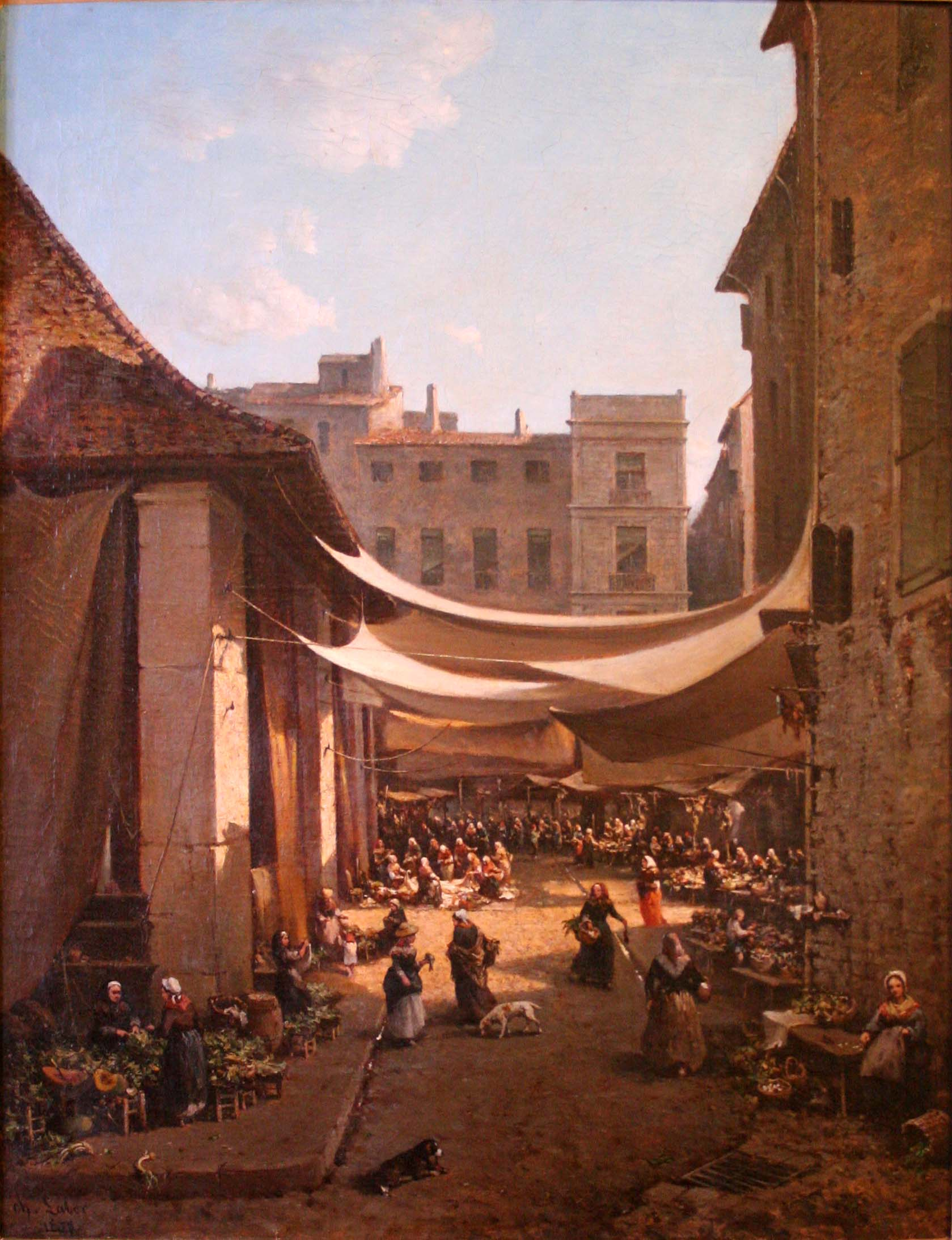
La Place couverte à Béziers (1871).
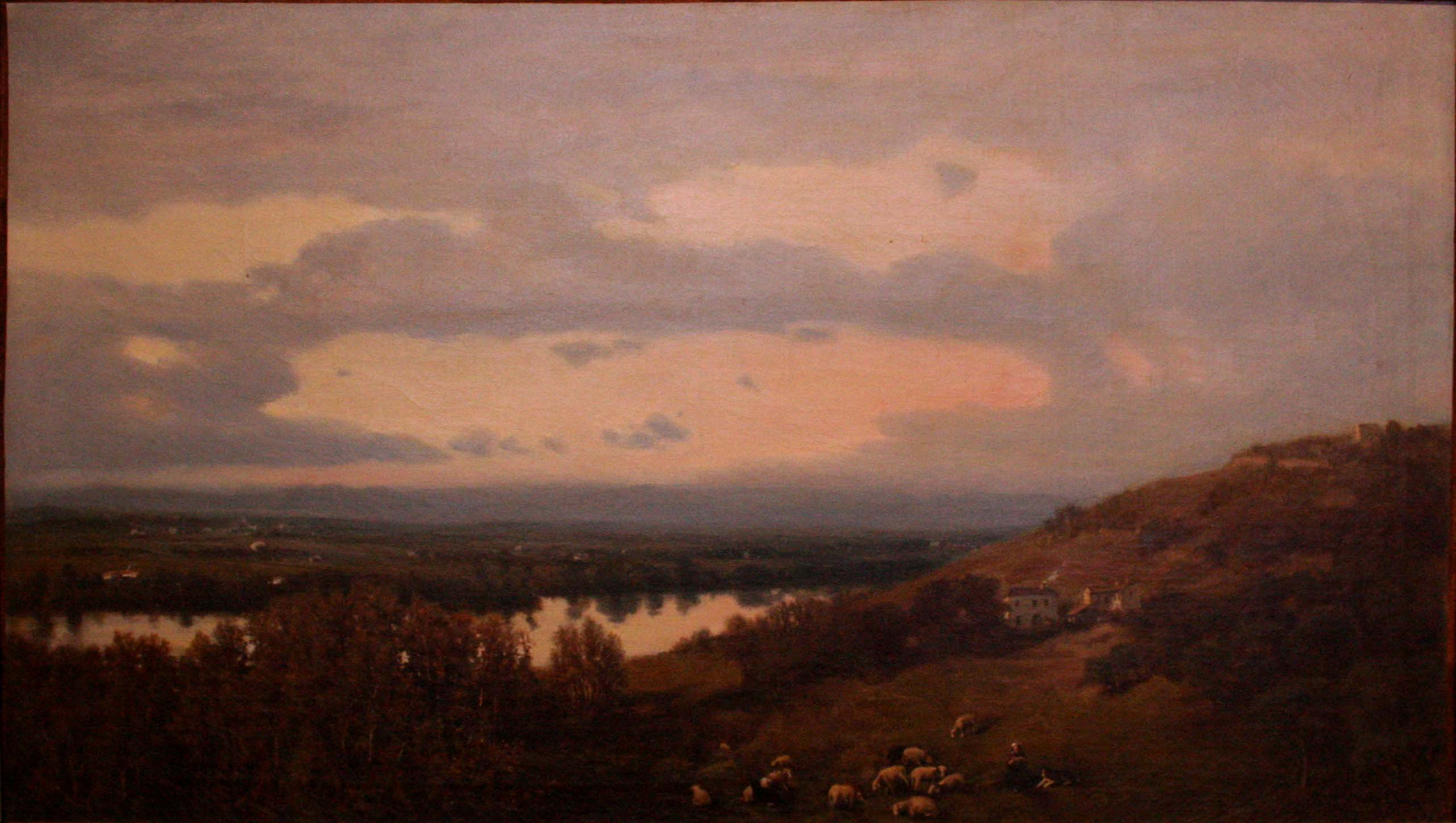
La Plaine du Rebaut au soleil couchant (1882).
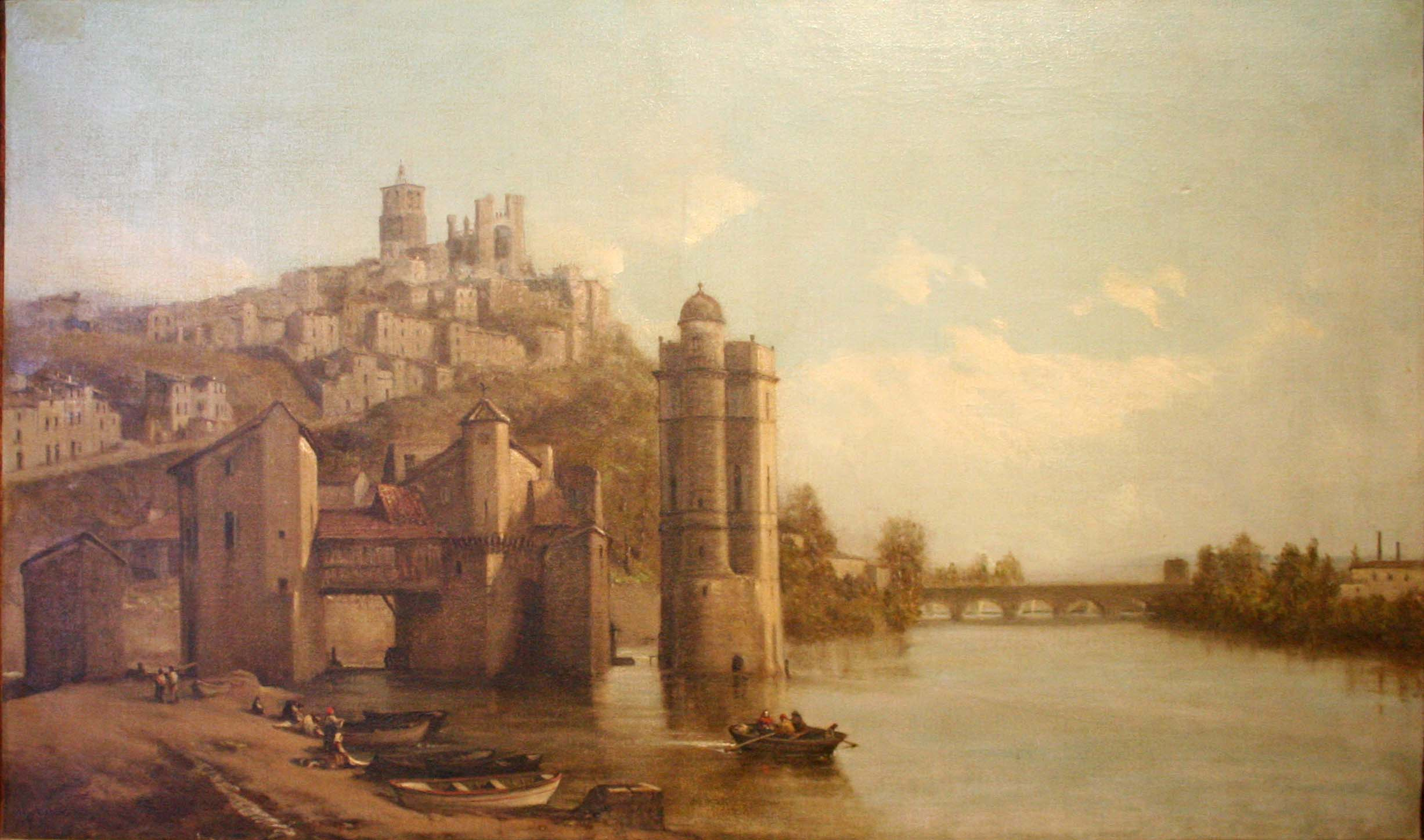
La Ville et Moulins de Béziers, le matin (1889).
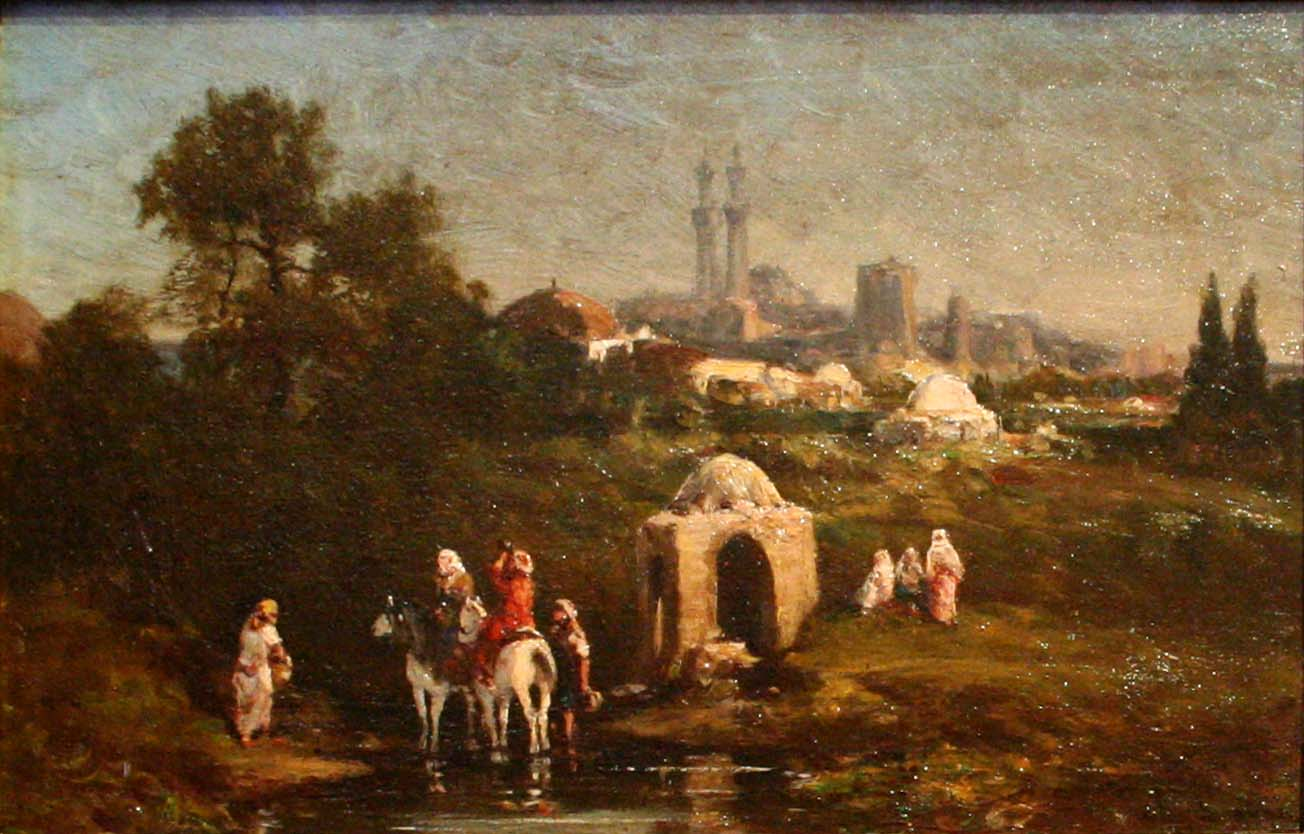
Paysage orientaliste.

## Hommages
Une rue de Béziers porte son nom[réf. nécessaire].
Les Deux Loups-Garous, opéra-comique en un acte, paroles de Paul Arène et musique de Léopold Dauphin, lui est dédié.